# Hohe Warte (Fichtelgebirge)
Die Hohe Warte bei Bad Berneck im bayerischen Landkreis Bayreuth ist ein Berg im westlichen Fichtelgebirge. Sie ist nicht zu verwechseln mit dem nahegelegenen gleichnamigen Höhenzug in und nördlich von Bayreuth.

## Topografie
Die Hohe Warte ist eine Diabas-Erhebung unmittelbar westlich von Bad Berneck mit einer Höhe von 546,7 m ü. NHN. Am Bergfuß treffen die Bundesstraßen 2 und 303 zusammen. Dort mündet die Ölschnitz in den Weißen Main.

## Wanderweg und Aussichtsturm
Der Main-Wanderweg (blaues M auf weißem Grund) führt von der evangelischen Kirche bergan über den Grünen Pavillon (Aussichtspunkt oberhalb des Kurhausfelsens) weiter zum Aussichtspunkt Rothersfels und von dort zum Berggipfel. Am Gipfel stand seit 1975 ein Aussichtsturm in Holzkonstruktion, der auf Initiative des Vereins Naturpark Fichtelgebirge errichtet wurde. Die überdachte Aussichtsplattform bot Ausblicke in das Maintal, ins Fichtelgebirge, in den Fränkischen Jura und den Frankenwald.
Der Aussichtsturm wurde mittlerweile aus Sicherheitsgründen abgebrochen.

## Bodendenkmal
Auf dem nach Süden gerichteten Bergsporn der Flur Hohe Warte (Kirchleite) befand sich eine Wallanlage, deren Abschnitte noch gut zu erkennen sind. Die Anlage lässt sich allerdings nicht datieren.

## Karten
- Bayerisches Landesvermessungsamt: Topographische Karte 1:25.000 Blatt 5936 Bad Berneck
- Fritsch Landkartenverlag Hof/Saale: Umgebungskarte Nr. 108 Bischofsgrün-Bad Berneck 1:35.000